# 112.º Batallón Antiaéreo de Reserva
El 112.º Batallón Antiaéreo de Reserva (112. Reserve-Flak-Abteilung) fue una unidad de la Luftwaffe durante la Segunda Guerra Mundial.

## Historia
Fue formado el 26 de agosto de 1939 en Königsberg, a partir del I Grupo/11.º Regimiento Antiaéreo, con 1-5 baterías (1.ª-3.ª pesadas y 4.ª-5.ª ligeras). En julio de 1942 fue renombrado 112.º Batallón Antiaéreo Pesado.
- Plana Mayor/112.º Batallón Antiaéreo de Reserva /Sin cambios
- 1.º Bat./112.º Batallón Antiaéreo de Reserva /Sin cambios
- 2.º Bat./112.º Batallón Antiaéreo de Reserva /Sin cambios
- 3.º Bat./112.º Batallón Antiaéreo de Reserva /Sin cambios
- 4.º Bat./112.º Batallón Antiaéreo de Reserva como 2.º Bat./718.º Batallón Antiaéreo Ligero (o)
- 5.º Bat./112.º Batallón Antiaéreo de Reserva como 1.º Bat./718.º Batallón Antiaéreo Ligero (o)